# Артемьев, Вячеслав Павлович
Вячесла́в Па́влович Арте́мьев (27 августа 1903, село Березань, Полтавская губерния — после 1974) — гвардии подполковник РККА, в ходе Великой Отечественной войны перешедший на сторону нацистской Германии. Подполковник Русской освободительной армии, профессор военных наук.

## Биография
Родился 27 августа 1903 года в селе Березань в крестьянской семье. Позднее переехал в Москву.
В 1918 году окончил Единую трудовую школу.
В ноябре 1918 года добровольно вступил в РККА. Участвовал в гражданской войне.
С ноября 1918 по январь 1920 года служил красноармейцем в автороте, с февраля 1920 до весны 1921 года — во 2-м запасном кавалерийском полку, с апреля 1921 по сентябрь 1922 г. — в отдельной батарее стрелковой дивизии особого назначения.
С сентября 1922 по июнь 1923 год — курсант Объединённой военной школы ВЦИК, по окончании — курсант 1-й Московской кавалерийской школы.
С мая 1924 по октябрь 1925 года — начальник конной разведки 41-го стрелкового полка 14-й стрелковой дивизии.
В октябре 1925 года зачислен слушателем в Киевскую объединённую военную школу.
В августе 1927 года принял должность командира взвода 63-го кавалерийского полка 1-й отдельной бригады им. И. В. Сталина.
С декабря 1928 по декабрь 1932 г. — на аналогичной должности в полковой школе, затем — командир эскадрона 62-го кавалерийского полка.
В 1940 г. присвоено звание капитан.
15 сентября 1941 году назначен помощником начальника оперативного отдела штаба 81-й кавалерийской дивизии.
5 августа 1942 года отбыл в пехотное училище при ВАФ. 7 июня присвоено воинское звание майор. В конце 1942 — начале 1943 г. присвоено воинское звание подполковник.
Учёбу завершил 19 февраля 1943 года. Направлен на фронт командиром 46-го гвардейского кавалерийского полка 6-го гвардейского кавалерийского корпуса.
На фронте — с марта 1943 года. 20 августа за отличное выполнение боевых заданий представлен к награде (орден Красного Знамени).
1 сентября 1943 года при наступлении противника на населённый пункт Энгергальдт выехал в командный пункт 48-го гвардейского кавалерийского полка для координации оборонительных действий, откуда не вернулся.
3 сентября объявлен пропавшим без вести. 27 ноября 1943 года награжден за «образцовое выполнение боевых заданий командования на фронте борьбы с немецкими захватчиками и проявленные при этом доблесть и мужество».
В плену с 1-3 сентября. До июня 1944 г. находился в Особом опросном лагере в Летцене. В июне добровольно подал заявление о вступлении в РОА и был направлен в Дабендорфскую школу РОА.
21 июля 1944 года по окончании курсов в Дабендорфе оставлен на должности командира курсантской роты. В ноябре назначен командиром 2-го гренадёрского полка 1-й пехотной дивизии ВС КОНР. Сформировал 2-й пехотный полк на базе части личного состава (около 3000 чел.) 29-й пехотной дивизии СС «РОНА».
27 февраля 1945 года Артемьев стал подполковником ВС КОНР. 8 марта вместе с дивизией выступил на Восточный фронт, на Одер в район Фюрстенвальде.
13-14 апреля командовал наступлением 2-го полка на плацдарм «Эрленгоф» в полосе 119-го советского УРа 33-й армии.
14 апреля на совещании старших офицеров дивизии высказался за вывод соединения с фронта и марш в Чехию для соединения с Южной группой генерал-майора ВС КОНР Ф. И. Трухина.
15 апреля выступил вместе с полком в составе дивизии в Чехословакию.
Участник Пражского восстания.
Вечером 11 мая ошибочно, считая что дивизионный штаб ещё находится в Гвождянах, попал в штаб уже прибывшей сюда советской танковой бригады. Однако, сумел выдать себя за парламентера, который якобы действуя по приказу С. К. Буняченко должен был установить связь с советскими войсками по вопросу о переходе на их сторону. Вскоре в переговоры вступил и сам С. К. Буняченко, желая оттянуть время до следующего утра, когда должен был прийти ответ от американцев. Переговоры продолжались всю ночь с 11 на 12 мая и позволили, как и предполагал С. К. Буняченко, оттянуть время.
После приказа Буняченко о роспуске дивизии 12 мая Артемьев бежал за линию демаркации. Насильственной выдачи советской администрации избежал.
В 1947—1950 годах работал при оккупационной армии США в Европе, занимался исследованиями и аналитикой, затем находился на службе в Институте армии США повышенной специализации по изучению русских и восточноевропейских процессов. Профессор военных наук. Один из инициаторов создания Союза Андреевского флага (САФ) в лагере для перемещенных лиц (англ. displaced persons, «Ди-пи») вблизи Мюнхена.
В СССР объявлен в розыск 4-м (розыскным) управлением МГБ 11 июня 1948 года.
27 ноября 1950 года повторно объявлен во всесоюзный розыск ориентировкой 4-го управления МГБ СССР.
На III-м Съезде российских эмигрантов в американской оккупационной зоне Германии в Мюнхене (20-21 мая) обвинялся капитаном Б. С. Вольфом в принадлежности к агентуре советских органов госбезопасности, но факт принадлежности не был доказан. Впоследствии, когда актуальность данного вопроса сошла на нет и Артемьев стал активно публиковаться в военной печати, он подтвердил, что действительно не был агентом советских органов госбезопасности, поскольку в прошлом он являлся их штатным сотрудником в войсках (представителем военной контрразведки).
Умер после 1974 года.